# Rebecca Petch
Rebecca Petch (Te Awamutu, 9 de julio de 1998) es una deportista neozelandesa que compite en ciclismo en la modalidad de pista, especialista en las pruebas de velocidad.
Participó en los Juegos Olímpicos de París 2024, obteniendo una medalla de plata en la prueba de velocidad por equipos (junto con Shaane Fulton y Ellesse Andrews).

## Medallero internacional
| Juegos Olímpicos | Juegos Olímpicos | Juegos Olímpicos | Juegos Olímpicos      |
| Año              | Lugar            | Medalla          | Competición           |
| ---------------- | ---------------- | ---------------- | --------------------- |
| 2024             | París (Francia)  | Medalla de plata | Velocidad por equipos |